# 鶴田川 (宮城県)
鶴田川（つるたがわ）は、宮城県中部を流れる二級河川で、吉田川サイフォンで吉田川の下を潜り抜け、高城川（たかぎがわ）と呼称が変わり地上に現れ、松島湾に注ぐ。

## 地理
宮城県黒川郡大衡村（黒川郡・大崎市界の戸口山）に源を発し東に流れ、中流域では黒川郡大郷町の北部穀倉地帯を潤す。流域はかつて氾濫や品井沼の干拓事業など、特徴的な歴史があった。大郷町付近で新堀川を、大崎市鹿島台付近で広長川、大迫川、小迫川を合わせて、品井沼干拓地を貫流した後、南側を並行して流れる吉田川の下を吉田川サイフォンで交差し潜り抜けると、高城川と名前を変えて地表に出る。高城川は、品井沼の干拓と水害防止のための元禄潜穴や、明治潜穴が設置されていて、穴川と分岐し明治潜穴を流れた後に、再び合流して太平洋の松島湾に注ぐ。

## 支流
- 新堀川
- 広長川
- 大迫川
- 小迫川
- 新川
- 田中川
- 穴川
- 深谷川

## 流域の自治体
宮城県
黒川郡大衡村、大郷町、大崎市、宮城郡松島町

## 並行する交通

### 道路
- 宮城県道16号
- 国道346号

## 関連記事
- 吉田川サイフォン